# حصار جيان (1225)
حصار جيان (بالإسبانية: Asedio de Jaén)‏، حدث هذا الحصار كجزء من الحملة الأولى لفرديناند الثالث ملك قشتالة والتي وقعت تقريبا بين عامي 1224 - 1230 وحدثت قبل حصار أندوجر في نفس العام.

## خلفية
كان غزو جيان ضروري لتوسع مملكة قشتالة من خلال الوادي الكبير. وكانت مشكلة احتلال المدينة هي جدرانها المتينة التي بناها المرابطون بين عامي 1151 و1152 وصدت هجوم الملك ألفونسو السابع ملك قشتالة وهجوم الموحدين في 1162.
نفذ فرديناند الثالث هذا الهجوم يتحالف مع طائفة بياسة بقيادة عبد الله بن محمد البياسي وكانت جيان بقيادة الفارس المسيحي البارز ألفارو بيريز دي كاسترو. وكانت هذه الحملة الأولى فقط لاختبار دفاعات جيان.
أسفرت المعركة بانتصار طائفة جيان. وتدمير تام للمناطق التي حول المدينة نتيجة للحصار.

### فهرس
- Eslava Galán، Juan (1987). "La campaña de 1225 y el primer cerco de Jaén por Fernando III". Boletín del Instituto de Estudios Giennenses ع. 132: 30–31. ISSN:0561-3590. OCLC:278941093. مؤرشف من الأصل في 2019-02-16. اطلع عليه بتاريخ 2010-02-26. {{استشهاد بدورية محكمة}}: الاستشهاد بدورية محكمة يطلب |دورية محكمة= (مساعدة)

- Eslava Galán، Juan (1999). Fortificación en el Reino de Jaén durante la Baja Edad Media. ص. 665. مؤرشف من الأصل في 2023-01-27. اطلع عليه بتاريخ 2010-11-27.

- Francisco Miguel Merino Laguna (7 يناير 2008). "Primer asedio de Fernando III". Muralla de Jaén. مؤرشف من الأصل في 2019-12-18. اطلع عليه بتاريخ 2010-11-27.

- "Fernando III de Castilla y León, el Santo". 1991. مؤرشف من الأصل في 2016-03-03. اطلع عليه بتاريخ 2010-11-27.